# Горазд
 Тази статия е за ученика на Кирил и Методий.  За пражкия епископ от 20-те години на 20 век до Втората световна война вижте Горазд II.  
Свети Горазд е светец, един от Светите Седмочисленици.
Роден е в заможно аристократично семейство във Великоморавия в земите на днешна Словакия – гр. Нитра или неговата околност. Виден ученик на Константин-Кирил Философ и Методий.
Ръкоположен в Рим от епископ Формоза Портуенски през 868 г. заедно с други ученици на равноапостолите. Горазд е владеел славянски и гръцки, както е бил много начетен в латинските богослужебни книги (Фол и кол. 1981).
През 885 г. архиепископ Методий, който е на смъртното легло, като най-добрия от 200 свои ученици, го обявява за свой наследник и глава на основаната от него школа, и архиепископ. Методий умира на 6 април 885 г. Адриан III (17 май 884-септември 885) e папа по това време. Българският владетел Борис Михаил е водил диалог с трима папи, един от които е Адриан III. След смъртта на Методий решението не е зечетено от папата и Великоморавската църква е предадена на върлия противник на славянското богослужение и книжовност Викхинг-Wiching,(Фол и кол. 1981), епископ на Нитра. Формално той си остава само епископ на словашкия главен град Нитра и не е ръкополжен за архиепископ, но е обявен за управляващ митрополит, което е напълно достатъчно да разсипе школата, да хвърли в затвора в 886 г. като еретици и да съди много студенти, сред които своя основен конкурент Горазд и видните ученици на Методий Климент и Наум, а други просто са избити, прокудени или продадени в робство.

## Хипотези за съдбата му
Съдбата на Горазд  остава неясна. Съществуват различни хипотези.    

### Хипотеза за смърт във Великоморавия или Бохемия
Една значителна част от изследователите смятат, че прогонен от Великоморавия, но податките са малко. Някои смятат, че ако Горазд  е оцелял след 886 се е спасил в Бохемия (днешна Чехия). Съществуват дори твърдения, че след като Викхинг напуска Великоморавия през 891 при войната между Великоморавия и Германия, а в 899 г. при новия княз Моймир II, на вакантното архиепископско място най-сетне е назначен титуляр това да е той.Сповред някои сведения той става  първи епископ на Краков(до 906 г. Краков е във Великоморавия),     

### Хипотеза за смърт в Албания
Гаврил Кръстевич (който е сред първите изследователи на българската история в ново време) счита че Горазд, Ангеларий, Сава, Климент и Наум избират да потеглят към българските земи. Те обаче избират различни пътища и се разделят. Горазд и Сава потеглят по един път, а Ангеларий, Климент и Наум - по друг. Словашкият славист Павел Шафарик  също изказва твърдение, че Горазд е стигнал до Албания. Тази хипотеза той изгражда на две основания:  първо, защото името му е вписано  в Дюканжевия каталог от XII в., като трети български архиепископ (дори преди Климент Охридски). второ защото според сведение на украинският филолог и славист, Виктор Григорович мощите на Горазд и Ангеларий се съхраняват в манастир в Албания, близо до Белград (Берат). Този манастир носи името именно на св. Горазд . За това сведение потвърждава и  проф. Божидар Димитров. Той също развива хипотеза, че  мощите му се пазят в старата българска област Кутмичевица в град Белград (дн. Берат) в Албания, заедно с тези на св. Ангеларий . Съществува мнение, че той основал манастира "Дева Мария";   там се пазят мощи за които се предполагаq че са негови . Въз основа на последните сведения съществува хипотеза, че към края на живота си той е развил дейност в Девол и Белград (Албания) . Следва да се отбележи, че България и в Македония има немалък брой изображения на Св. Горазд от ХVIII и ХIХ в., създадени на базата на по-стари материали. Според хорски предания е живял известно време в град Охрид, а по-късно се преместил в Берат.  ;Съществуват и мнения, че Горазд все пак е достигнал България.

## Творчество
Дълго време творчеството на Горазд не бе известно. Днес някои български учени предполагат, че е сътворил житието на св.Методий т.нар "Панонска легенда"

## Памет
Денят му се чества на 27 юли.
На Горазд са наречени улиците „Горазд“ в квартал „Гео Милев“ (Карта) и „Свети Горазд“ в квартал „Драгалевци“ (Карта) в София. 
Ул." Горазд" гр.Видин